# Niamey
Niamey (francoska izgovorjava: [njaˈmɛ]) je glavno mesto zahodnoafriške države Niger in s približno 1,2 milijona prebivalcev (2010) njeno največje mesto. Administrativno ni del nobene regije, temveč ima njim enakovreden status, kot okrožje glavnega mesta. Nadalje se deli na 5 mestnih občin, te pa na skupno 99 četrti. Je upravno in gospodarsko središče države, ki leži na planoti ob reki Niger na jugozahodu, blizu meje z Burkina Fasom.

## Zgodovina
Starejša zgodovina območja je slabo poznana, saj so bile ribiške vasice na ozemlju, kjer zdaj stoji Niamey, še v 19. stoletju povsem nepomembne in jih ne omenja noben zapis evropskih raziskovalcev. Razvoj se je začel, ko je leta 1926 francoska kolonialna uprava izbrala ta kraj za administrativni sedež, s čimer je Niamey ena najmlajših afriških prestolnic. Kmalu je postal živahno trgovsko mestece, v katerem sta se oblikovali dve središči okrog zgornje in spodnje tržnice, iz prej obstoječih vasi pa so nastale tradicionalne četrti. Ob njih sta zrasla francoska četrt na višje ležečem delu planote na severovzhodu in migrantsko naselje. Sodobno mestno jedro predstavlja soseska administrativnih zgradb, ki je bila postavljena ob rečnem bregu.
Leta 1970 je Kennedyjev most omogočil širitev Niameyja na desni breg reke Niger, jedro tega dela predstavlja univerza, zgrajena med letoma 1971 in 1973. V tem obdobju se je pričelo prebivalstvo hitro večati na račun priseljevanja zaradi hude suše, ki je prizadela kmetijska območja Zahodne Afrike v 1970. letih, in odkritja bogatih zalog urana v bližini mesta.